# Radinosiphon lomatensis
Radinosiphon lomatensis är en irisväxtart som först beskrevs av Nicholas Edward Brown, och fick sitt nu gällande namn av Nicholas Edward Brown. Radinosiphon lomatensis ingår i släktet Radinosiphon och familjen irisväxter.
Artens utbredningsområde är Mpumalanga. Inga underarter finns listade i Catalogue of Life.